# Moscharia
Moscharia  es un género de plantas con flores en la familia de las Asteraceae. Comprende 3 especies descritas y de estas, solo 2 aceptadas.

## Taxonomía
El género fue descrito por Ruiz & Pav. y publicado en Florae Peruvianae, et Chilensis Prodromus 103. 1794. La especie tipo es: Moscharia pinnatifida Ruiz & Pav.	 

## Especies aceptadas
A continuación se brinda un listado de las especies del género Moscharia aceptadas hasta julio de 2012, ordenadas alfabéticamente. Para cada una se indica el nombre binomial seguido del autor, abreviado según las convenciones y usos.
- Moscharia pinnatifida Ruiz & Pav.
- Moscharia solbrigii Crisci